# Umetnostna galerija in muzej Kelvingrove
Umetnostna galerija in muzej Kelvingrove (angleško Kelvingrove Art Gallery and Museum) je muzej in umetniška galerija v Glasgowu na Škotskem, ki ju upravljajo Glasgow Museums. Stavba stoji v parku Kelvingrove v zahodnem delu mesta, poleg ulice Argyle. Umetnostna galerija in muzej Kelvingrove je eden najbolj priljubljenih škotskih muzejev in brezplačnih znamenitosti za obiskovalce.
Umetnostna galerija in muzej sta bila odprta leta 1901, zbirka pa zajema naravoslovje, egiptovske starine, oblikovanje, arhitekturo, srednjeveško orožje in orožarno, škotsko zgodovino in zgodovino Glasgowa. Stavba hrani tudi eno največjih evropskih zbirk državljanske umetnosti, vključno s škotsko, evropsko, afriško, azijsko in oceansko likovno in dekorativno umetnostjo.
Kelvingrove je bil ponovno odprt leta 2006 po triletni prenovi in restavriranju, vredni 27 milijonov funtov, z zbirkami, ki so bile ponovno organizirane v dve polovici: Life in Expression. Galerije Life predstavljajo naravoslovje, človeško zgodovino in prazgodovino. Galerije Expression vključujejo zbirke likovne umetnosti. V 22 galerijah je na ogled več kot 8000 predmetov. Pomembni eksponati so Kristus sv. Janeza od Križa Salvadorja Dalíja, aazijski slon sira Rogerja, oklep Avant ter slike Glasgowskih fantov in škotskih koloristov.

## Prvotni muzej
Prvotni muzej Kelvingrove je bil odprt leta 1870 kot Mestni industrijski muzej, prvi mestni muzej v Glasgowu. Nastanjen je bil v dvorcu Kelvingrove House, ki je bil zgrajen leta 1783 in je bil prvotno dom lorda provosta Patricka Colquhouna. Kelvingrove House je stala severovzhodno od sedanjega muzeja umetniške galerije, na mestu, ki ga zdaj zaseda skejtpark parka Kelvingrove. Naraščajoča zbirka muzeja Kelvingrove je povzročila, da je bilo med letoma 1874 in 1876 hiši dodano novo krilo. Prvotna hiša Kelvingrove je bila porušena leta 1899, krilo muzeja pa je bilo porušeno leta 1911.

## Oblikovanje (1888–1901)
Gradnja Kelvingrova je bila delno financirana z izkupičkom mednarodne razstave leta 1888 v parku Kelvingrove. Galerijo sta oblikovala sir John W. Simpson in E. J. Milner Allen in je bila odprta leta 1901 kot Palača lepih umetnosti za mednarodno razstavo v Glasgowu, ki je potekala tega leta. Zgrajena je v španskem baročnem slogu, sledi glasgowski tradiciji uporabe rdečega peščenjaka Locharbriggs in vključuje celoten program arhitekturne skulpture Georgea Framptona, Williama Shirreffsa, Francisa Derwent Wooda in drugih kiparjev.
Osrednji del osrednje dvorane so koncertne orgle, ki jih je izdelal in postavil Lewis & Co. Orgle so bile prvotno naročene kot del mednarodne razstave v Glasgowu, ki je potekala v parku Kelvingrove leta 1901. Orgle so bile nameščene v koncertni razstavni dvorani, ki je lahko sprejela 3000 ljudi. Osrednja dvorana takrat na novo dokončane Umetnostne galerije in muzeja je bila že od začetka mišljena kot prostor za prirejanje koncertov. Ko se je razstava leta 1901 končala, je svetnik pozval Glasgow Corporation (zdaj Glasgow Council), naj kupi orgle, in izjavil, da bi bila brez njih »umetnostna galerija telo brez duše«. Kupnina in stroški namestitve so bili pokriti s presežkom izkupička od razstave, orgle pa je v osrednji dvorani namestilo podjetje Lewis and Co. Sedanje sprednjo stran ohišja iz orehovega lesa z nefunkcionalnimi razstavnimi cevmi je takrat naročil John W. Simpson. Simpson je bil starejši partner Simpson & Milner Allen, arhitektov galerijske stavbe.
V Glasgowu obstaja urbani mit, da je bila stavba po nesreči zgrajena s hrbtno stranjo in da je arhitekt v obupu skočil z enega od stolpov, ko je spoznal svojo napako. V resnici je bil veliki vhod vedno namenjen gledanju v park Kelvingrove.

## Prenova (2003–2006)
Kraljica Elizabeta II. Britanska je Kelvingrove ponovno odprla 11. julija 2006 po triletnem zaprtju zaradi večje prenove in obnove. Delo, ki je stalo okoli 35 milijonov funtov, je bila ena tretjina financirana iz sklada Heritage Lottery Fund in ena tretjina z javnimi donacijami za pritožbo in je vključevalo novo restavracijo in velik kletni prizidek k njenemu razstavnemu prostoru za namestitev 8000 eksponatov, ki so zdaj na ogled. Uvedena je bila nova postavitev in shema iskanja poti, da bi bila stavba bolj prijazna obiskovalcem, ki jo je zasnovalo in izvedlo londonsko muzejsko oblikovalsko podjetje Event Communications. Kot del prenove je bil Spitfire (serijsko LA198), ki ga je prej upravljala eskadrilja št. 602 RAF (mesto Glasgow), obešen s stropa nad galerijo Life.
Takoj po prenovi v letih 2003–2006 je bil muzej najbolj priljubljena brezplačna atrakcija za obiskovalce na Škotskem, saj je leta 2007 zabeležil 2,23 milijona obiskovalcev. Zaradi teh številk je bil tistega leta najbolj obiskan muzej v Združenem kraljestvu zunaj Londona. Od leta 2006 do 2009 je muzej obiskalo 5 milijonov obiskovalcev.

## Zbirke
Muzejske zbirke izvirajo predvsem iz prvotnega muzeja Kelvingrove in galerij McLellan. Ima eno najboljših zbirk orožja in oklepov na svetu ter obsežno naravoslovno zbirko. Umetniška zbirka vključuje številna izjemna evropska umetniška dela, vključno z deli starih mojstrov (Vecellieva Madona z otrokom s sv. Hieronimom in sv. Dorotejo, Rembrandta van Rijna, Gerarda de Lairesseja in Jozefa Israëlsa), francoskih impresionistov (kot so Claude Monet, Pierre-Auguste Renoir, Camille Pissarro, Vincent van Gogh in Mary Cassatt), nizozemska renesansa, škotski koloristi in predstavniki glasgowske šole.
Muzej hrani Kristusa sv. Janeza od Križa Salvadorja Dalíja. Avtorske pravice za to sliko je kupil takratni kustos po srečanju z Dalíjem. Med letoma 1993 in 2006 je bila slika prestavljena v Muzej verskega življenja in umetnosti St Mungo.
Muzej vsebuje tudi veliko darilo dekorativne umetnosti Anne Hull Grundy, zbirateljice umetnin in filantropa, ki pokriva zgodovino evropskega nakita v 18. in 19. stoletju.

## Galerija
- Sarkofag iz Pabase
- Orgle, ki jih je izdelal Lewis & Co, 1901
- Glava in zgornji del telesa boginje Sekhmet, Egipt, 18. dinastija, vladavina Amenhotepa III., 1390-1352 pr. n. št.
- Lebdeče glave Sophie Cave, 2006, na vzhodnem dvorišču

- Spitfire F.21 LA198 iz eskadrilje 602 (mesto Glasgow), na zahodnem dvorišču
- Portret trgovca z umetninami Alexandra Reida Vincenta van Gogha, 1887
- Mož v oklepu, Rembrandt, 1655 (?)
- Mary Pownall - Harpija Celaeno, 1902
- Paul Gauguin, Park Østre Anlæg, Kopenhagen, 1885

- Sean Reed, Vrni se pošiljatelju, 1996
- Avant Armour, ok. 1440-1445
- Dama v črnemk, Francis Cadell, ok.1926
- Vrtovi Tuileries, Camille Pissarro, 1900